# Kim Sang-min
Sang-Min Kim (sinh ngày 23 tháng 5 năm 1989) là một cầu thủ bóng đá người Hàn Quốc hiện tại thi đấu ở vị trí trung vệ cho PS TIRA ở Liga 1.

## Sự nghiệp

### Những năm đầu
Kim thi đấu cho Nagacorp FC và Ceres, và vô địch United Football League năm 2015.

### Minerva Punjab
Kim chơi trận đầu tiên ở Ấn Độ khi thi đấu cho Minerva Punjab ở I-League trước Bengaluru FC, which Minerva Punjab lost by a solitary goal.

## Danh hiệu

### Câu lạc bộ
Ceres
- United Football League
  - Vô địch: 2015
  - Á quân: 2016
- UFL Cup
  - Á quân: 2016